# Парчевский, Александр Александрович
Александр Александрович Парчевский (1838—1895) — генерал-лейтенант, участник Кавказских походов и русско-турецкой войны 1877—1878 годов.

## Биография
Родился 13 января 1838 года, образование получил в Дворянском полку. Выпущен 10 августа 1845 года прапорщиком в артиллерию.
Служил на Кавказе. Принимал участие в походах против горцев, 2 июля 1849 года произведён в подпоручики и 23 августа того же года — в поручики. Далее Парчевский получил чины штабс-капитана (11 августа 1852 года) и капитана (23 сентября 1856 года), причём командовал ротой крепостной артиллерии. За боевые отличия во время кампаний на Кавказе он был награждён несколькими орденами и золотым оружием с надписью «За храбрость».
27 мая 1862 года Парчевский был назначен командиром Петровской крепостной артиллерии и 26 августа получил чин подполковника. 13 мая 1864 года он был назначен командиром облегчённой № 4 батареи 19-й артиллерийской бригады и 30 августа 1870 года был произведён в полковники.
Во время русско-турецкой войны 1877—1878 годов Парчевский также находился на Кавказе, по-прежнему командовал 4-й батареей 19-й артиллерийской бригады и 15 сентября 1877 года был произведён в генерал-майоры. 25 декабря 1877 года за отличие в сражении 9 июня 1877 года на Даярских высотах был удостоен ордена св. Георгия 4-й степени. В высочайшем приказе о награждении было сказано:
Полковник Парчевский с лишком пять часов с шестью орудиями удерживал натиск неприятельских войск, стремившихся обойти наш правый фланг, и решительно содействовал переходу наших войск в наступление.
П. Е. Гарковенко следующим образом описывал подвиг артиллеристов Парчевского:

Наша артиллерия стояла на горе. В это время неприятель вёл атаку против наших войск. Положение батареи было таково, что она не могла ничем помочь своим — выстрелы её не могли попадать в атакующих. Для этого следовало занять другую позицию, спустясь с горы. В пылу сражения, с тяжёлыми орудиями, при страшно крутом спуске, нечего было и думать об этом. Но её так смотрели на это дело артиллеристы. По слову своего начальника, подполковника Парчевского, они марш-марш пустились с вершины горы. Дух захватывало глядя на наших молодцов. Не надеялись, чтобы осталось что-нибудь от батареи. И что же, спустившись невредимо, в карьер вниз, батареи мигом построились перед наступавшими неприятельскими батальонами и приняли их картечью… Турки должны были отступить.
6 ноября 1877 года Парчевский был назначен командиром 19-й артиллерийской бригады, а с 28 мая 1883 года являлся помощником начальника артиллерии Кавказского военного округа.
3 апреля 1886 года Парчевский был назначен начальником артиллерии Кавказского армейского корпуса и 30 августа того же года произведён в генерал-лейтенанты.
Скончался 20 августа 1895 года, из списков исключён умершим 11 сентября.

## Награды
Среди прочих наград Парчевский имел ордена:
- Орден Святой Анны 4-й степени (1851 год)
- Орден Святой Анны 3-й степени с мечами (1852 год)
- Орден Святого Владимира 4-й степени с бантом (1853 год)
- Золотая драгунская сабля на надписью «За храбрость» (5 июня 1859 года)
- Орден Святого Станислава 2-й степени с мечами (1860 год, императорская корона к этому ордену пожалована в 1867 году)
- Орден Святой Анны 2-й степени (1873 год)
- Орден Святого Георгия 4-й степени (25 декабря 1877 года)
- Орден Святого Владимира 3-й степени с мечами (1878 год)
- Орден Святого Станислава 1-й степени (1882 год)
- Орден Святой Анны 1-й степени (1885 год)
- Орден Святого Владимира 2-й степени (1889 год)